# Tảo cầu
Tảo cầu hay còn gọi là marimo, bóng hồ, bóng rong biển, tên khoa học là Aegagropila linnaei (trong tiếng Hy Lạp, tên chi aegagropila có nghĩa là lông dê), là một loại tảo thường được tìm thấy ở bắc của bán cầu Bắc. Tảo mọc thành một khối cầu xanh lục dưới đáy hồ. Tên trong tiếng Nhật Bản là marimo (毬藻) được dùng rộng rãi trên thế giới, trong đó mari = bóng nảy và mo là từ chung chỉ các loài sống dưới nước. Tên Marimo được đặt năm 1898 bởi nhà thực vật học Kawakami Tatsuhiko (川上龍彦).
Tảo cầu thường được nuôi trong bể kính như một loại cây cảnh.